# Weilerskopf
Der Weilerskopf ist ein 470,1 m ü. NHN hoher Berg im Haardt, einem Teil des Pfälzerwaldes. Der Berg ist vollständig bewaldet. Auf dem Gipfelplateau befinden sich verschiedene Felsformationen, die teilweise als Naturdenkmale oder Kulturdenkmale der Stadt Bad Dürkheim ausgewiesen sind. Zudem steht am Gipfel ein Fernmeldeturms der Deutschen Telekom AG. Der Fernmeldeturm Weilerskopf ist ein 1969 fertiggestellter Typenturm.

## Geographie und Geologie

### Lage
Der Weilerskopf befindet sich im nördlichsten Teil der Haardt als östlicher Gebirgszug des Pfälzerwaldes. Der Berg besitzt ein Gipfelplateau mit einer Ausdehnung von etwa 500 Meter in Ost-West-Richtung und 200 Meter in Nord-Süd-Richtung. Der Gipfel befindet sich unscheinbar etwa 50 Meter nordöstlich vom Standort des Fernmeldeturms. Im Westen wird der Berg durch das Tal des Langentalbachs, im Norden durch das Tal des Krumbachs mit dem Ungeheuersee begrenzt. Nach Osten fällt der Berg in die Rheinebene ab. Im Süden bildet die mit einer Höhe von 468,9 m nur wenig tiefer gelegene Passhöhe Lindemannsruhe den Übergang zum 487 m hohen Peterskopf. Der Gipfelbereich gehört als Waldexklave zur Gemarkung der Gemeinde Herxheim am Berg. Der West- sowie der Nordteil liegen auf den Gemarkungen der Waldexklaven der Gemeinden Weisenheim am Sand und Weisenheim am Berg. Der Osthang liegt auf der Gemarkung der Stadt Bad Dürkheim.

### Naturräumliche Zuordnung
Der Weilerskopf gehört zum Naturraum Pfälzerwald, der in der Systematik des von Emil Meynen und Josef Schmithüsen herausgegebenen Handbuches der naturräumlichen Gliederung Deutschlands und seinen Nachfolgepublikationen als Großregion 3. Ordnung klassifiziert wird. Betrachtet man die Binnengliederung des Naturraums, so gehört sie zur Haardt.
Zusammenfassend folgt die naturräumliche Zuordnung der Platte damit folgender Systematik:
1. Großregion 1. Ordnung: Schichtstufenland beiderseits des Oberrheingrabens
2. Großregion 2. Ordnung: Pfälzisch-Saarländisches Schichtstufenland
3. Großregion 3. Ordnung: Pfälzerwald
4. Region 4. Ordnung (Haupteinheit): Haardt

### Felsen
Am Berg finden sich die typischen Buntsandsteinformationen des Haardtgebirges. Bemerkenswert sind die folgenden Objekte.
- Teufelsmauer, eine natürliche Felsenanhäufung im Wald, als Naturdenkmal ND-7332-496 ausgewiesen.
- Teufelsbank, ein etwa 4–5 Meter langer, in Form einer Bank bearbeiteter Felsen.
- Kanapee, zwei Felsen, der Erste mit sitzflächenartiger Bearbeitung, der Zweite mit treppenartiger Bearbeitung, vager Hinweis auf eine Einsiedelei aus dem Mittelalter.
- Krummholzer Stuhl, stufenförmige Formation, die eine Nutzung als kleiner Steinbruch vermuten lässt.

Die Bearbeitungen der Steine lässt sich nicht durch Quellen belegen.

### Kulturdenkmäler
Auf dem Weilerskopf existieren zwei Grenzsteine, die unter Denkmalschutz stehen. An seinem Nordosthang befindet sich außerdem die Laurahütte.

## Zugang und Wandern
Der kürzeste Zugang kann vom Wanderparkplatz am Forsthaus Lindemannsruhe in etwa 20 Minuten erfolgen. Um und über den Berg verlaufen markierte Wanderwege des Pfälzerwaldvereins, wie auch der Prädikatswanderweg Pfälzer Weinsteig und lokale Rundwanderwege wie der Granerbenweg, der Historische Rundwanderweg Leistadt und der Sieben Waldwunder-Weg.